# Fer López
Fer López   (Madrid, 24 de maig de 2004) nom amb que es coneix Fernando López, és un futbolista, nascut a Madrid, encara que se'l considera gallec. López juga al Wolverhampton Wanderers Football Club com a migcampista ofensiu. El jove jugador esquerra mesura 1,88m i pesa 78 kg.
Fer López, ha format part de les categories inferiors del Celta de Vigo la gran part de la seva carrera. El jugador va fer el seu debut com a professional en un enfront contra el UD San Pedro en la Copa del Rei. El seu debut en lliga va ser contra el  R.C.D Mallorca, però desafortunadament va tindré que abandonar el terreny de joc lesionat en el minut 43 de partit. Després de quasi 4 mesos lesionat, Fer va aconseguir marcar el seu primer gol a la lliga Espanyola contra el R.C.D Mallorca, el mateix rival contra el que va debutar, però en la segona volta.